# Матерухин, Александр Иванович
Алекса́ндр Ива́нович Матеру́хин (укр. Олександр Іванович Матерухін, бел. Аляксандр Iванавіч Мацярухін; 17 октября 1981, Киев, СССР) — украинский и белорусский хоккеист, левый нападающий. Тренер.

## Карьера
Хоккеем занимается с 1987 года, первый тренер — Лубнин. Выступал за дубль киевского «Сокола», североамериканские «Акади Батхёрст», «Де-Мойн Баккениерс», «Ричмонд Ренегейдс» (ECHL), «Луизиана Айс-Гейторс» (ECHL), «Хьюстон Аэрос» (АХЛ), «Пенсакола Айс-Пайлотс» (ECHL), могилёвское «Химволокно», минскую «Юность-Минск» и гродненский «Неман». В составе сборной Украины играл с 2006 по 2014 годы на чемпионатах мира (не считая 2009).
За два сезона в «Донбассе» выиграл чемпионат Украины, Континентальный кубок, поиграл в ВХЛ и КХЛ.
Сезоны 2013—2018 отыграл в минском «Динамо». Самый результативный был сезон 2016—2017 в котором провел 53 игры и набрал 39(22+17) очков.
На чемпионате мира 2018 года сыграл 5 матчей за сборную Беларуси.
Завершил игровую карьеру в мае 2021 года в составе белорусского «Могилева».

## Титулы
- Чемпион Беларуси в составе «Юности-Минск» (2009, 2010, 2011)
- Победитель Кубка Беларуси (2009, 2010)
- Победитель Континентального кубка (2011), (2013)
- Лучший хоккеист Украины (2011)
- Чемпион Украины (2012)
- Финалист Кубка Надежды (2014)